# ST-Computer
Die Computerzeitschrift ST-Computer aus dem Heim-Verlag (bis 1996) und dem falkemedia-Verlag ist die langlebigste Computerzeitschrift für den Atari ST, Atari STE, Atari TT und Atari Falcon. Die Erstausgabe erschien im Januar 1986, erst mit der Ausgabe 1/2004 wurde das Magazin vorerst eingestellt. Während dieser Zeit erschien es elfmal im Jahr. Neben den regulären Heften erschienen zwischen 1986 und 1992 auch vier Sonderhefte.
Im Jahr 1993 wurden die Zeitschriften TOS Computer und ST Magazin übernommen, einige Rubriken des ST-Magazins wurden fortgesetzt (Atarium). Nach der Veröffentlichung der Jaguar-Konsole nahm die ST-Computer Jaguar-Spieletests in ihr Angebot auf. Ab 1995 kamen auch der Macintosh-Rechner zum Themenstoff hinzu, da viele ST-Anwender ihre nun langsam aussterbenden Rechner auf dem Macintosh emulierten. Im Jahre 1996 wurde der Macintosh-Teil aber wieder abgetrennt und der Verlag gewechselt. Bei falkemedia wurde die ST-Computer zusammengelegt mit der Atari Inside aus demselben Verlag. Vom Sommer 2003 bis zur Ausgabe 01/2004 erschien die ST Computer nur noch als 16-seitige Beilage der PC-Welt beim IDG-Verlag.
Seit der Ausgabe 08/2014 erscheint die ST-Computer alle zwei Monate als kostenloses PDF sowie als gedrucktes Magazin in Kleinstauflage.